# Bulls de Buffalo
Les Bulls de Buffalo (en anglais : Buffalo Bulls) sont un club omnisports universitaire de l'université de Buffalo à Buffalo (New York). Les équipes des Bulls participent aux compétitions universitaires organisées par la National Collegiate Athletic Association. Le club fait partie de la division Mid-American Conference pour l'équipe de football américain et de basket-ball.
Dans l'histoire centenaire des Bulls de Buffalo, l'équipe ne fut invitée qu'une seule fois à un bowl, c'était en 1958. En effet, l'université est invitée à disputer le Tangerine Bowl, à Orlando, Floride, cependant le règlement interdit aux Afro-américains de participer, la ségrégation était encore très présente surtout dans les États du sud. Et par solidarité envers les deux joueurs noirs de l'équipe, l'université en accords avec les joueurs et entraineurs décline l'invitation alors que cela aurait été un coup de projecteur important pour les Bulls. 50 ans après l'équipe ne compte toujours aucune participation à un bowl. En 2008, lors d'un match décisif face à Bowling Green, les Bulls sont menés de 14 points avec moins de 5 minutes à jouer. Cependant, ils égalisent et remportent le match en prolongation. Les Bulls sont champions de leur division et s'assurent une participation à un Bowl.